# UEFA Nations League 2020-2021 (fase finale)
Questa voce raccoglie un approfondimento sulle gare della fase finale dell'UEFA Nations League 2020-2021. Essa si è disputata tra il 6 e 10 ottobre 2021 in Italia tra le quattro squadre vincitrici della Lega A.
Il Portogallo, squadra campione in carica, non è riuscito a qualificarsi per la fase finale, avendo concluso il proprio gruppo al secondo posto. La Francia ha battuto in finale la Spagna per 2-1, aggiudicandosi per la prima volta la manifestazione.

## Formula
La fase finale si è disputata nel mese di ottobre 2021 tra le quattro squadre vincitrici della Lega A. Le quattro squadre vincitrici dei gruppi sono state sorteggiate in un gruppo composto da cinque squadre per le qualificazioni UEFA al campionato mondiale di calcio 2022, in modo da non sovrapporre gli incontri durante la fase finale.
La fase finale, scelta tra le quattro finaliste, si svolge in Italia, in due città, Milano e Torino. Gli accoppiamenti delle semifinali sono stati decisi per sorteggio, tra le 4 vincitrici dei gironi della Lega A. La fase finale era inizialmente in programma tra il 2 e 6 giugno, ma successivamente spostata nel mese di ottobre a seguito della posticipazione del campionato europeo di calcio 2020 di un anno a causa della pandemia di COVID-19.
Svolgendosi ad eliminazione diretta, le gare prevedono tempi supplementari e tiri di rigore per dirimere la parità. A differenza dell'edizione precedente, per la finale del terzo posto non sono previsti tempi supplementari, con l'incontro deciso direttamente ai tiri di rigore. Il 31 marzo 2021 l'UEFA ha dato il via libera alle cinque sostituzioni nelle partite della fase finale, con un sesto cambio consentito nei tempi supplementari.

## Scelta della nazione ospitante
La fase finale si svolge in Italia (in qualità di squadra vincitrice del gruppo A1) in due città, Milano e Torino.

## Date
| Fase        | Turno           | Date             |
| ----------- | --------------- | ---------------- |
| Fase finale | Semifinali      | 6–7 ottobre 2021 |
| Fase finale | Finale 3º posto | 10 ottobre 2021  |
| Fase finale | Finale          | 10 ottobre 2021  |

## Squadre partecipanti
| Gruppo | Nazionale | Data di qualificazione |
| ------ | --------- | ---------------------- |
| A1     | Italia    | 18 novembre 2020       |
| A2     | Belgio    | 18 novembre 2020       |
| A3     | Francia   | 14 novembre 2020       |
| A4     | Spagna    | 17 novembre 2020       |

## Stadi
| Milano Torino | Milano                 | Torino           |
| ------------- | ---------------------- | ---------------- |
| Milano Torino | Stadio Giuseppe Meazza | Juventus Stadium |
| Milano Torino | Capienza: 75 923       | Capienza: 41 507 |
| Milano Torino |                        |                  |

## Tabellone
|  | Semifinali | Semifinali | Semifinali |         |        | Finale          | Finale          | Finale          |  |
|  |            |            |            |         |        |                 |                 |                 |  |
|  | A1         | Italia     | 1          |         |        |                 |                 |                 |  |
|  | A1         | Italia     | 1          |         |        |                 |                 |                 |  |
|  | A4         | Spagna     | 2          |         |        |                 |                 |                 |  |
|  | A4         | Spagna     | 2          |         | Spagna | Spagna          | 1               |                 |  |
|  |            |            |            |         | Spagna | Spagna          | 1               |                 |  |
|  |            |            | Francia    | Francia | 2      |                 |                 |                 |  |
|  | A2         | Belgio     | Francia    | Francia | 2      | 2               |                 |                 |  |
|  | A2         | Belgio     |            |         |        | 2               |                 |                 |  |
|  | A3         | Francia    | 3          |         |        | Finale 3º posto | Finale 3º posto | Finale 3º posto |  |
|  | A3         | Francia    | 3          |         |        |                 |                 |                 |  |
|  |            |            |            |         |        |                 |                 |                 |  |
|  |            |            |            |         |        | Italia          | Italia          | 2               |  |
|  |            |            |            |         |        | Italia          | Italia          | 2               |  |
|  |            |            |            |         |        | Belgio          | Belgio          | 1               |  |

## Semifinali
| Arbitro: | Sergej Karasëv |

|                |           |                      |
| Pellegrini 83’ | Marcatori | 17’, 45+2’ F. Torres |

| Arbitro: | Daniel Siebert |

|                         |           |                                             |
| Carrasco 37’ Lukaku 40’ | Marcatori | 62’ Benzema 69’ (rig.) Mbappé 90’ Hernández |

## Finale 3º posto
| Arbitro: | Srđan Jovanović |

|                                |           |                  |
| Barella 46’ Berardi 65’ (rig.) | Marcatori | 86’ De Ketelaere |

## Finale
| Arbitro: | Anthony Taylor |

|               |           |                        |
| Oyarzabal 64’ | Marcatori | 66’ Benzema 80’ Mbappé |

## Statistiche

### Classifica marcatori
2 reti
- Karim Benzema

- Kylian Mbappé (1 rig.)

- Ferrán Torres

1 rete
- Yannick Carrasco
- Charles De Ketelaere
- Romelu Lukaku

- Theo Hernández
- Nicolò Barella
- Domenico Berardi (1 rig.)

- Lorenzo Pellegrini
- Mikel Oyarzabal